# Szolcsányka
Szolcsányka (szlovákul Solčianky) község Szlovákiában, a Nyitrai kerület Nagytapolcsányi járásában.

## Fekvése
Nagytapolcsánytól 8 km-re északkeletre fekszik.

## Története
A települést 1113-ban "Celsan" alakban említik először. 1245-ben "Scelchan" alakban szerepel a korabeli forrásokban. Nagytapolcsány várának uradalmához tartozott. A 14. század elején Csák Máté birtoka. 1835-ben az Erdődy és Orczy családoké. 1570-ben 8 házából csak egy volt lakott. 1715-ben és 1720-ban egyaránt 3 háztartása adózott, a falunak szőlőskertje is volt. 1787-ben 22 házában 140 lakos élt. 1828-ban 22 házát 149-en lakták. Lakói mezőgazdasággal és gyümölcstermesztéssel foglalkoztak.
Vályi András szerint " SZOLCSÁNKA. Tót falu Nyitra Várm. földes Ura Gr. Traun Uraság, lakosai katolikusok, fekszik Koroshoz nem meszsze, mellynek filiája; határja középszerű."
Fényes Elek szerint " Szolcsánka, tót falu, Nyitra vmegyében, Kóroshoz 3/4 órányira, 162 kath. lak. F. u. gr. Erdődyné. Ut. p. N.-Tapolcsán."
Nyitra vármegye monográfiája szerint "Szolcsánka, a sissói völgyben Onor alatt fekvő tót község, összesen 141 r. kath. vallásu lakossal. Postája Koros, táviró és vasúti állomása Nagy-Tapolcsány. Egy XII. századbeli összeirásban „Celsan” név alatt van feljegyezve. Szolcsánkának a XVII. században még volt temploma, de romba dőlt és azóta a kath. hívek a közeli korosi templomba járnak. Lakosai nagyobbrészt gyümölcstermeléssel foglalkoznak, a mi fő jövedelmi forrásukat képezi. Földesurai az Erdődyek, Orczyak és Berényiek voltak."
A trianoni békeszerződésig Nyitra vármegye Nagytapolcsányi járásához tartozott.

## Népessége
| Év:            | 1994. | 2004.    | 2014.   | 2024.   |
| -------------- | ----- | -------- | ------- | ------- |
| Emberek száma: | 298   | 258      | 269     | 271     |
| Eltérés:       |       | -13,42 % | +4,26 % | +0,74 % |

| Év:            | 2023. | 2024.   |
| -------------- | ----- | ------- |
| Emberek száma: | 265   | 271     |
| Eltérés:       |       | +2,26 % |

1910-ben 239 lakosából 230 szlovák és 9 német volt.
2001-ben 274 lakosából 273 szlovák volt.
2011-ben 269 lakosából 263 szlovák.

## Külső hivatkozások
- E-obce.sk Archiválva 2008. december 16-i dátummal a Wayback Machine-ben
- Községinfó
- Szolcsányka Szlovákia térképén